# Tablice rejestracyjne w Zambii
Tablice rejestracyjne w Zambii pojawiły się po raz pierwszy w 1966 roku. W kraju obowiązuje ruch lewostronny. W 1982 roku w Zambii były 105 783 samochody osobowe i 94 780 busów i samochodów ciężarowych.

## Format tablic
Obecny format tablic to LLL 0000, gdzie L to litera, a 0 – cyfra. Obowiązuje on od 2000 roku. Po lewej stronie tablicy znajduje się godło Zambii.

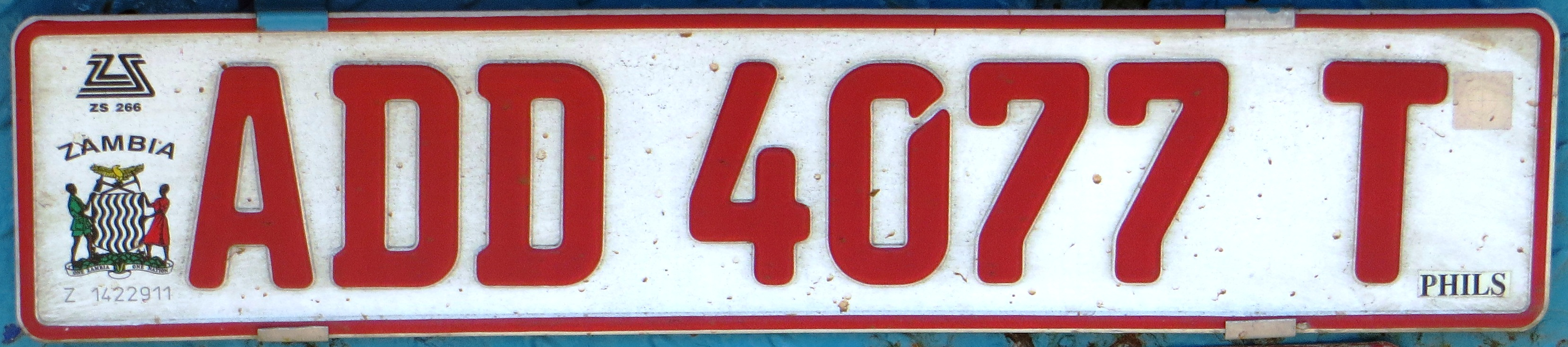

## Kody literowe
Na podstawie
- AA – Lusaka
- AB – Prowincja Lusaka
- AC – Ndola
- AD – Kitwe
- AE – Kalulushi
- AF – Mufulira
- AG – Chingola
- AH – Kabwe
- AI – Serenje
- AJ – Livingstone
- AK – Choma
- AL – Mazabuka
- AM – Monze
- AN – Kafue
- AO – Luanshya
- AP – Kasama
- AQ – Chinsali
- AR – Chipata
- AT – Solwezi
- AU – Mongu
- AV – Mansa